# Pedro (football, 1974)
Pour les articles homonymes, voir Pedro.
Pedro Miguel das Neves Correia, communément appelé Pedro, est un joueur de football portugais, né le 22 novembre 1974 à Paços de Ferreira.

## Biographie
Ce gardien de but évolue de 1993 à 2009 dans le club de sa ville natale, le Paços de Ferreira.
Avec ce club, il dispute 120 matchs en première division et 156 matchs en deuxième division.
Pedro est sacré champion de deuxième division à deux reprises avec le Paços de Ferreira : lors de la saison 1999-2000 puis lors de la saison 2004-2005.
À la fin de sa carrière de joueur, il reste fidèle à son club de toujours en devant entraîneur des gardiens.

## Palmarès
- Champion du Portugal de D2 en 2000 et 2005 avec le Paços de Ferreira

## Statistiques
- 120 matchs en 1re division portugaise
- 156 matchs en 2e division portugaise